# Service profit chain
Service profit chain, ungefär service- och lönsamhetskedjan, är en företagsstrategi som bygger på att medarbetarna sätts i fokus. I ett tjänsteföretag har majoriteten av medarbetarna direkt kontakt med kunderna och kvaliteten på en utförd tjänst kan variera beroende på vem det är som utför den. Det är därför viktigt att lägga fokus på medarbetarna i företaget så att tjänstens kvalitet alltid kan hålla hög standard och därför lämpar sig denna kedja bäst för tjänsteföretag. Service profit chain är en teori som lanserades av Harvard Business School på 1990-talet. Kedjan består av fem länkar som i slutändan ska resultera i vinst för företaget och sammanfattningsvis bygger kedjan på att ta hand om de som tar hand om kunden. Ett bra sätt att göra detta på är genom att arbeta med intern marknadsföring och interaktiv marknadsföring och därför utgör dessa en viktig del för service profit chain.

## De fem länkarna
Service profit chain visar ett samband mellan nöjda medarbetare, tillfredsställda kunder och god service som tillsammans resulterar i vinst för företag. Marknadsföring för tjänsteföretag handlar om mer än de fyra traditionella P (pris, produkt, plats och påverkan) eftersom tjänstens kvalitet kan variera beroende på vem som utför den. Detta innebär att tjänsteföretag måste arbeta med intern marknadsföring och fokusera mer på sina medarbetare än andra företag.
Dessa är de fem länkar som tillsammans bildar service profit chain:
- Intern servicekvalitet är den första länken, och handlar om den egna organisationen och hur den ska upplevas som en positiv miljö för de anställda. Intern servicekvalitet mäts i vilka känslor en anställd har gentemot sina arbetsuppgifter, sina kollegor och företaget.[3] Genom att anställa lämpliga medarbetare och utbilda dem på ett korrekt sätt i en bra arbetsmiljö, resulterar det i att de anställda är nöjda över att få vara en del av företaget.[4] Den första länken är intern eftersom företag inte samverkar med någon utomstående när de arbetar för att uppnå intern servicekvalitet.

- Nöjda och produktiva medarbetare blir resultatet när de anställda upplever intern servicekvalitet och är stolta och nöjda över att få tillhöra företaget. De anställda arbetar alltså effektivare och utför ett bättre jobb. Denna länk är den viktigaste, då företagen här fokuserar på medarbetarna. I ett tjänsteföretag har majoriteten av medarbetarna direkt kontakt med kunderna och därför lämpar sig service profit chain bäst för dem.[4] Även den andra länken är intern eftersom den handlar om hur företag ska ta hand om sina anställda. Ett sätt att få nöjda och produktiva medarbetare är genom att arbeta med intern marknadsföring.

- Högre tjänstevärde uppstår när medarbetarna är nöjda och produktiva, eftersom arbetsmoralen ökar. Det resulterar i att personalen presterar bättre och blir mer motiverade till att leverera hög kvalitet på tjänsten de utför, det vill säga ett erbjuda kunden ett högt tjänstevärde.[4] Det tidigare interna arbetet leder till den tredje länken och att företag arbetar externt, eftersom företagen här riktar sig utåt och arbetar mot målet att få en bättre lönsamhet.

- Nöjda och lojala kunder blir resultatet när kunderna upplever ett högt tjänstevärde i tjänsten de betalat för. Chansen att de i framtiden återkommer ökar, samtidigt som risken för att de väljer ett konkurrerande erbjudande minskar.[4] Även den fjärde länken är extern eftersom fokus ligger på kunderna som befinner sig utanför företaget.

- God lönsamhet och tillväxt uppstår när de nöjda och lojala kunderna återkommer och ger företaget ett gott rykte som resulterar i att företaget också sprids till potentiella kunder. Den femte länken hänger ihop med alla fyra ovan nämnda, eftersom denna länk blir resultatet av både det interna och externa arbetet som sker i de tidigare länkarna. Det är alltså här företag tar betalt och god lönsamhet och tillväxt skapas.

## Interaktiv marknadsföring
Grunden i interaktiv marknadsföring är att lyssna på vad konsumenten säger, och bygger på hög servicekvalitet mellan kund och medarbetare under tillfället när kunden köper en tjänst eller vara. Interaktiv marknadsföring menar att en verksamhet inte ska lägga all fokus på produktens kvalitet, presterande och innovativa funktioner, utan också fokusera på hur de anställda bemöter kunderna och levererar service. Fördelarna med interaktiv marknadsföring är att teorin leder till en ökad försäljning, nöjda kunder och lägre kostnader. När anställda lyssnar på konsumenten blir det lättare att leverera det kunderna efterfrågar och när företaget gör det leder det till nöjda kunder. Tillfredsställda kunder återkommer vilket ökar chansen att kunden förblir kund hos företaget under en lång tid. Det är dessutom billigare att tillfredsställa en kund, än att hitta en ny kund. För att kunna använda interaktiv marknadsföring som en del av en verksamhet behövs det information om kunderna, och detta är en kritik som kan ges mot interaktiv marknadsföring. Konsumenter kan uppleva kartläggning av sitt köpbeteende som obehaglig. Sammanfattningsvis är interaktiv marknadsföring en del av service profit chain, då interaktiv marknadsföring handlar om att tillfredsställa kunderna med hjälp av service, precis som delar av service profit chain.

## Intern marknadsföring
Det är viktigt för tjänsteföretag att inte enbart använda sig av extern marknadsföring. Det är även essentiellt att tillämpa intern marknadsföring. Det innebär att företag riktar sin marknadsföring inåt, till personalen, och motiverar dem så att de blir mer kund- och serviceorienterade.  Det handlar om få de anställda inom företaget att jobba mot samma mål för att uppnå hög kundnöjdhet. Den interna marknadsföringen är därför lämplig att använda sig av i ett tidigare skede än den externa marknadsföringen. Detta för att de anställda ska vara väl förberedda och känna att de kan prestera på bästa sätt i interaktionen med kunderna. Det är ledarna som måste inspirera sina anställda till att leverera god service till sina kunder. 